# Evdev

Evdev y libevdev forman una parte prominente de la API de Linux.

La ergonomía requiere que el tiempo de respuesta sea inferior a un cierto umbral.

Evdev (abreviatura de "event device" o "dispositivo de evento" en español) es un controlador de entrada del sistema X11 y para Wayland, utiliza la capa de eventos de entrada genérica del núcleo (núcleo) de Linux. Generaliza los eventos de entrada sin procesar desde los controladores de dispositivo y los pone a disposición mediante dispositivos de caracteres en el directorio. Por extensión, este nombre a veces se usa para denominar la propia capa de entrada de Linux.[cita requerida] El evdev utiliza los drivers del núcleo para comunicarse con el hardware. Es un ejemplo de código de pegamento (glue code), porque su único trabajo es traducir los eventos de entrada del núcleo a eventos de X.
El evdev viene instalado por defecto en la mayoría de las distribuciones Linux recientes.
Es también la tecnología fundamental detrás del dispositivo de entrada hotplugging en X.org.[cita requerida] Una nueva instancia del controlador se carga cada vez que un nuevo dispositivo de entrada es conectado al computador. Esto permite que los dispositivos de entrada avanzados, como ratones multibotones y teclados multimedia, trabajen correctamente. La versión anterior estaba basada en dispositivos embebidos a nivel del núcleo emulando a un ratón PS/2 y un teclado AT, que colectaba eventos de todos los dispositivos de entrada, mientras que el servidor de X estaba configurado para un teclado y un ratón. Actualmente, se implementan métodos de envío de tipo panel táctil, tableta y el despacho alternativo que maneja ratones, teclados y pantallas táctiles. 